# Зефри Ариф
Мохаммед Зефри Ариф бин Мохаммед Заин Ариф (малайск. Mohammed Zefri Ariff Bin Mohammed Zain Ariff) (р. 22 декабря 1966 года, Бандар-Сери-Бегаван) — писатель, культуролог и театральный деятель Брунея.

## Краткая биография
В 1980 году окончил Университет Малайя, в 1999 году — Эксетерский университет (Великобритания), в 2003 защитил диссертацию на соискание учёного звания Доктор философии в Университете Малайя. Шесть лет работал ведущим редактором в сценарном отделе Радио и телевидения Брунея, с 1996 года — тьютор и преподаватель департамента малайской литературы Университета Бруней Даруссалам. Является Первым председателем объединения «Путра сени» (Сыны искусства), занимающегося развитием культуры и театра в Брунее, консультантом отделения драмы региональной организации Мастра (Irama), членом комитета по терминологии Совета по языку Брунея, Индонезии, Малайзии (MABBIM), Генеральным секретарём Молодёжного Совета Брунея, членом писательской организации «Састравани».

## Творчество
Пишет стихи, рассказы, а также пьесы, включая монопьесы, которые успешно исполняет сам. В пьесах используется техника теневого театра ваянг и традиционной малайской оперы бангсаван.

## Публикации
- Rapat: sebuah antologi skrip drama pentas (Собрание: антология пьес). Brunei: Jabatan Kesusasteraan Melayu, Fakulti Sastera dan Sains Kemasyarakatan, Universiti Brunei Darussalam, 2002;
- Di Balik Kertas dan Pentas (За текстом пьесы и за сценой). Brunei: Jabatan Kesusasteraan Melayu, Fakulti Sastera dan Sains Kemasyarakatan, Universiti Brunei Darussalam, 2003;
- Retrospektif dan dekonstruksi pemikiran P. Ramlee: fitrah dunia Melayu (Ретроспектива и реконструкция мышления П. Рамли). Simposium karya seni seniman agung P. Ramlee. Kuala Lumpur, 2003, ms. 447—472;
- Kertas: cerpen (Текст. Рассказ) — «Dewan Sastera»: Lembaran Mastera, Vol. 34. Kuala Lumpur, Disember, 2004, p. 8-12;
- Tik tik tik: antologi puisi kanak-kanak (Тик-тик-тик: антология стихов для детей). Bandar Seri Begawan: Dewan Bahasa dan Pustaka, Kementerian Kebudayaan, Belia dan Sukan, 2006;
- Kata kita kota: antologi puisi (Сказано — сделано: сборник стихов). Kuala Lumpur: Neo edition, 2007;
- Titik: antologi sajak penyair Brunei Darussalam (Капля: антология стихов брунейских поэтов). Kuala Lumpur: Neo Edition, 2007;
- Bingkai seni budaya Brunei (Искусство и культура Брунея). Kuala Lumpur: Neo edition, 2007;
- Sukma nitra: kumpulan drama pentas (Драгоценный шёлк: сборник пьес). Berakas, Negara Brunei Darussalam: Dewan Bahasa dan Pustaka Brunei, Kementerian Kebudayaan, Belia dan Sukan, 2009.

## Награды
- Литературная премия Мастра (2003, за сборник пьес «Собрание»)
- Литературная премия Юго-Восточной Азии (2011)
- Звание «Выдающийся молодёжный лидер Брунея» (2014)